# Radojewice (gromada)
Radojewice (do 30 XII 1961 Pieranie) – dawna gromada, czyli najmniejsza jednostka podziału terytorialnego Polskiej Rzeczypospolitej Ludowej w latach 1954–1972.
Gromady, z gromadzkimi radami narodowymi (GRN) jako organami władzy najniższego stopnia na wsi, funkcjonowały od reformy reorganizującej administrację wiejską przeprowadzonej jesienią 1954 do momentu ich zniesienia z dniem 1 stycznia 1973, tym samym wypierając organizację gminną w latach 1954–1972.
Gromadę Radojewice z siedzibą GRN w Radojewicach utworzono 31 grudnia 1961 w powiecie inowrocławskim w woj. bydgoskim w związku z przeniesieniem siedziby GRN gromady Pieranie z Pierania do Radojewic i zmianą nazwy jednostki na gromada Radojewice; równocześnie do nowo utworzonej gromady włączono wsie Jaronty, Pławinek, Dulsk, Góra, Łąkocin, Witowy i Karczyn ze zniesionej gromady Dulsk w tymże powiecie.
Gromada przetrwała do końca 1972 roku, czyli do kolejnej reformy gminnej.